# Brittiska mästerskapet 1906/1907
Brittiska mästerskapet 1906/1907 var den 24:e säsongen av Brittiska mästerskapet i fotboll. Wales vann mästerskapet och tog sin första titel.

## Tabell
| Nr | Lag       | S | V | O | F | GM | IM | MS | P |
| -- | --------- | - | - | - | - | -- | -- | -- | - |
| 1  | Wales     | 3 | 2 | 1 | 0 | 5  | 3  | +2 | 5 |
| 2  | England   | 3 | 1 | 2 | 0 | 3  | 2  | +1 | 4 |
| 3  | Skottland | 3 | 1 | 1 | 1 | 4  | 2  | +2 | 3 |
| 4  | Irland    | 3 | 0 | 0 | 3 | 2  | 7  | −5 | 0 |

## Matcher
|  | 16 februari 1907 | England        | 1 – 0 | Irland | Goodison Park |           |
|  |                  | Harold Hardman |       |        | Liverpool     | Liverpool |
|  |                  |                |       |        | Liverpool     | Liverpool |
|  |                  |                |       |        | Liverpool     | Liverpool |

|  | 23 februari 1907 | Irland                       | 2 – 3 | Wales                                       | Solitude |         |
|  |                  | Charlie O'Hagan Harold Sloan |       | Richard Morris Billy Meredith William Jones | Belfast  | Belfast |
|  |                  |                              |       |                                             | Belfast  | Belfast |
|  |                  |                              |       |                                             | Belfast  | Belfast |

|  | 4 mars 1907 | Wales                | 1 – 0   | Skottland | Racecourse Ground                                   |                                                     |
|  |             | Grenville Morris 50′ | (0 – 0) |           | Wrexham Publik: 7 715 Domare: James Mason (England) | Wrexham Publik: 7 715 Domare: James Mason (England) |
|  |             |                      |         |           | Wrexham Publik: 7 715 Domare: James Mason (England) | Wrexham Publik: 7 715 Domare: James Mason (England) |
|  |             |                      |         |           | Wrexham Publik: 7 715 Domare: James Mason (England) | Wrexham Publik: 7 715 Domare: James Mason (England) |

|             | 16 mars 1907 | Skottland                                                      | 3 – 0           | Irland | Celtic Park                                         |                                                     |
| 15:00 UTC±0 | 15:00 UTC±0  | Frank O'Rourke 40′ Bobby Walker 48′ Charlie Thomson 82′ (str.) | (1 – 0) Rapport |        | Glasgow Publik: 26 000 Domare: John Lewis (England) | Glasgow Publik: 26 000 Domare: John Lewis (England) |
| 15:00 UTC±0 | 15:00 UTC±0  |                                                                |                 |        | Glasgow Publik: 26 000 Domare: John Lewis (England) | Glasgow Publik: 26 000 Domare: John Lewis (England) |
| 15:00 UTC±0 | 15:00 UTC±0  |                                                                |                 |        | Glasgow Publik: 26 000 Domare: John Lewis (England) | Glasgow Publik: 26 000 Domare: John Lewis (England) |

|  | 18 mars 1907 | England       | 1 – 1 | Wales         | Craven Cottage |        |
|  |              | Jimmy Stewart |       | William Jones | London         | London |
|  |              |               |       |               | London         | London |
|  |              |               |       |               | London         | London |

|  | 6 april 1907 | England           | 1 – 1   | Skottland                 | St James' Park                                                |                                                               |
|  |              | Steve Bloomer 42′ | (1 – 1) | 2′ (sjm.) Robert Crompton | Newcastle Publik: 35 829 Domare: Thomas Robertson (Skottland) | Newcastle Publik: 35 829 Domare: Thomas Robertson (Skottland) |
|  |              |                   |         |                           | Newcastle Publik: 35 829 Domare: Thomas Robertson (Skottland) | Newcastle Publik: 35 829 Domare: Thomas Robertson (Skottland) |
|  |              |                   |         |                           | Newcastle Publik: 35 829 Domare: Thomas Robertson (Skottland) | Newcastle Publik: 35 829 Domare: Thomas Robertson (Skottland) |